# Varietà di Seifert
In matematica, una varietà di Seifert è una 3-varietà che ha una decomposizione in circonferenze simile a quella che risulta da una  fibrazione, come ad esempio la fibrazione di Hopf per la sfera {\displaystyle \scriptstyle {S^{3}}}. Le varietà di Seifert furono introdotte e classificate da Herbert Seifert nel 1933. Negli anni ottanta le varietà di Seifert sono state reinterpretate in un'ottica più geometrica: queste rappresentano infatti esattamente 6 delle 8 geometrie tridimensionali prescritte dalla congettura di geometrizzazione di Thurston.

## Definizione

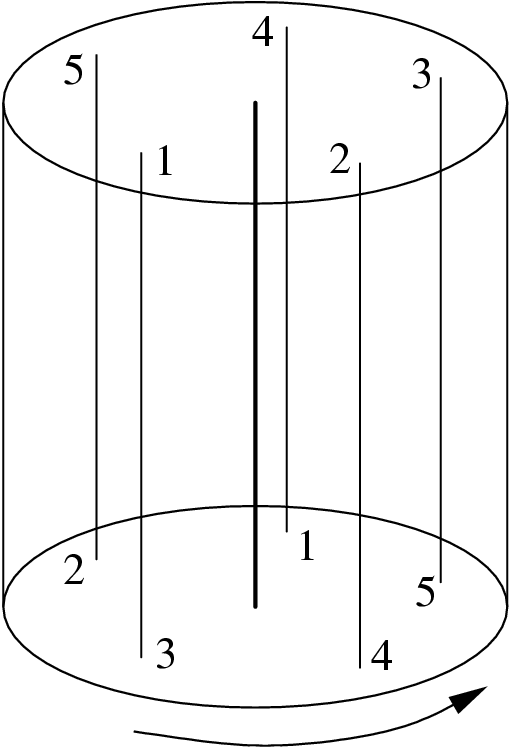
In questo esempio.

Un toro fibrato standard è la descrizione di un toro solido come unione di circonferenze. Dipende da due interi coprimi {\displaystyle \scriptstyle {(p,q})}. Si ottiene dalla fibrazione standard in segmenti del cilindro
{\displaystyle C=D^{2}\times [-1,1]\,\!}
(dove i segmenti sono i sottoinsiemi del tipo {\displaystyle \scriptstyle {\{x\}\times [-1,1]}}) identificando le pareti orizzontali tramite una mappa
{\displaystyle \phi :D^{2}\times \{-1\}\to D^{2}\times \{1\}\,\!}
che ruota il disco di un angolo {\displaystyle \scriptstyle {2\pi q/p}}.
Le circonferenze sono dette fibre. La fibra centrale è quella corrispondente a {\displaystyle \scriptstyle {\{0\}\times [-1,1]}}. Se {\displaystyle \scriptstyle {p=\pm 1}}, la fibra centrale è detta ordinaria, altrimenti è detta eccezionale.
Una varietà di Seifert è una 3-varietà compatta che si decompone in circonferenze (le fibre), tale che ogni circonferenza abbia un intorno tubolare omeomorfo al toro fibrato standard.